# Henry Somerset (7. książę Beaufort)
Henry Somerset, 7. książę Beaufort KG (ur. 5 lutego 1792, zm. 17 listopada 1853 w Badminton w Gloucestershire) – brytyjski arystokrata i polityk, najstarszy syn Henry’ego Somerseta, 6. księcia Beaufort, i lady Charlotte Leveson-Gower, córki 1. markiza Stafford.
W 1810 r. został oficerem 10 pułku huzarów. W latach 1812–1814 był adiutantem księcia Wellington, podczas kampanii w Portugalii i Hiszpanii. W działalności politycznej związany był z partią torysów. Z ich ramienia zasiadał w Izbie Gmin w latach 1813–1832 z okręgu Monmouth Boroughs i w 1835 r. z okręgu West Gloucestershire. W tym samym roku odziedziczył tytuł księcia Beaufort i zasiadł w Izbie Lordów.
W latach 1815–1819 sprawował funkcję Lorda Admiralicji. W 1819 r. uzyskał rangę majora. W latach 1836–1853 pełnił urząd Wysokiego Stewarda w Bristolu. 11 kwietnia 1842 r. został kawalerem Orderu Podwiązki.
25 lipca 1814 w Mayfair w Londynie, poślubił Georgianę Fredercę FitzRoy (3 października 1792 – 11 maja 1821), córkę Henry’ego FitzRoya i lady Anne Wellesley, córki 1. hrabiego Mornington. Henry i Georgiana mieli razem jedną córkę:
- Georgiana Charlotte Anne Somerset (zm. 2 grudnia 1884), żona Christophera Williama Bethell-Codringtona, miała dzieci

29 czerwca 1822 r. poślubił przyrodnią siostrę swojej poprzedniej żony, Emily Frances Smith (3 marca 1800 – 2 października 1889), córkę Charlesa Cullinga Smitha i lady Anne Wellesley, córki 1. hrabiego Mornington. Henry i Emily mieli razem syna i cztery córki:
- Emily Blanche Charlotte Somerset (zm. 27 stycznia 1895), żona George’a Hay-Drummonda, 12. hrabiego Kinnoull, miała dzieci
- Henry Charles FitzRoy Somerset (1 lutego 1824 – 30 kwietnia 1899), 8. książę Beaufort
- Henrietta Louisa Priscilla Somerset ( 26.10.1831–1863), żona  Johna Moranta III (1825–1899), syna Johna Moranta II i lady Caroline Hay[1]
- Geraldine Somerset (1832 – 1915)
- Katherine Emily Mary Somerset (1834 – 20 maja 1914), żona Arthura Walsha, 2. barona Ormathwaite, nie miała dzieci
- Edith Frances Wilhelmina Somerset (1838 – 15 maja 1915), żona Williama Denisona, 1. hrabiego Londesborough, miała dzieci

Beaufort zmarł w 1853 r. i został pochowany w Badminton House w Gloucestershire.